# Kalimeris mongolica
Kalimeris mongolica là một loài thực vật có hoa trong họ Cúc. Loài này được (Franch.) Kitam. mô tả khoa học đầu tiên năm 1937.